# Women's National Basketball Association 2011
Women's National Basketball Association 2011 var den 15:e säsongen av den amerikanska proffsligan i basket för damer. Säsongen inleddes tisdagen den 24 maj och avslutades söndagen den 11 september 2011 efter 204 grundseriematcher. De fyra första lagen i varje Conference gick därefter till slutspel som spelas mellan den 15 september och 7 oktober. Minnesota Lynx blev mästare för första gången efter att ha besegrat Atlanta Dream med 3-0 i finalserien.
All Star-matchen spelades den 23 juli i AT&T Center i San Antonio, Texas där Eastern besegrade Western med 118-113.
Tulsa Shock satte den här säsongen rekord för antalet minst vunna matcher med tre segrar av 34 matcher och en vinstprocent på 0,88. Washington Mystics vann säsongen 1998 också bara tre matcher, men hade en vinstprocent på 1,00 då de bara spelade 30 matcher.

## Grundserien
Not: V = Vinster, F = Förluster, PCT = Vinstprocent
- Lag i GRÖN färg till slutspel.
- Lag i RÖD färg har spelat klart för säsongen.

| Pos | Lag                | V  | F  | PCT  |
| --- | ------------------ | -- | -- | ---- |
| 1   | Indiana Fever      | 21 | 13 | .618 |
| 2   | Connecticut Sun    | 21 | 13 | .618 |
| 3   | Atlanta Dream      | 20 | 14 | .588 |
| 4   | New York Liberty   | 19 | 15 | .559 |
| 5   | Chicago Sky        | 14 | 20 | .412 |
| 6   | Washington Mystics | 6  | 28 | .176 |

| Pos | Lag                      | V  | F  | PCT  |
| --- | ------------------------ | -- | -- | ---- |
| 1   | Minnesota Lynx           | 27 | 7  | .794 |
| 2   | Seattle Storm            | 21 | 13 | .618 |
| 3   | Phoenix Mercury          | 19 | 15 | .559 |
| 4   | San Antonio Silver Stars | 18 | 16 | .529 |
| 5   | Los Angeles Sparks       | 15 | 19 | .441 |
| 6   | Tulsa Shock              | 3  | 31 | .088 |

## Slutspelet
- De fyra bästa lagen från varje Conference gick till slutspelet.
- Conference semifinalerna och conference finalerna avgjordes i bäst av tre matcher.
- WNBA-finalen avgjordes i bäst av fem matcher.

|  | Conference Semifinal Bäst av 3 | Conference Semifinal Bäst av 3 | Conference Semifinal Bäst av 3 |           |    | Conference Final Bäst av 3 | Conference Final Bäst av 3 | Conference Final Bäst av 3 |  |  | WNBA Final Bäst av 5 | WNBA Final Bäst av 5 | WNBA Final Bäst av 5 |  |
|  |                                |                                |                                |           |    |                            |                            |                            |  |  |                      |                      |                      |  |
|  | E1                             | Indiana                        | 2                              |           |    |                            |                            |                            |  |  |                      |                      |                      |  |
|  | E1                             | Indiana                        | 2                              |           |    |                            |                            |                            |  |  |                      |                      |                      |  |
|  | E4                             | New York                       | 1                              |           |    |                            |                            |                            |  |  |                      |                      |                      |  |
|  | E4                             | New York                       | 1                              |           | E1 | Indiana                    | 1                          |                            |  |  |                      |                      |                      |  |
|  | Eastern Conference             |                                |                                |           | E1 | Indiana                    | 1                          |                            |  |  |                      |                      |                      |  |
|  |                                |                                | E3                             | Atlanta   | 2  |                            |                            |                            |  |  |                      |                      |                      |  |
|  | E2                             | Connecticut                    | E3                             | Atlanta   | 2  | 0                          |                            |                            |  |  |                      |                      |                      |  |
|  | E2                             | Connecticut                    |                                |           |    |                            |                            |                            |  |  |                      |                      |                      |  |
|  | E3                             | Atlanta                        | 2                              |           |    |                            |                            |                            |  |  |                      |                      |                      |  |
|  | E3                             | Atlanta                        | 2                              |           | E3 | Atlanta                    | 0                          |                            |  |  |                      |                      |                      |  |
|  |                                |                                |                                |           |    |                            |                            |                            |  |  |                      |                      |                      |  |
|  |                                |                                | W1                             | Minnesota | 3  |                            |                            |                            |  |  |                      |                      |                      |  |
|  | W1                             | Minnesota                      | W1                             | Minnesota | 3  | 2                          |                            |                            |  |  |                      |                      |                      |  |
|  | W1                             | Minnesota                      |                                |           |    |                            |                            |                            |  |  |                      |                      |                      |  |
|  | W4                             | San Antonio                    | 1                              |           |    |                            |                            |                            |  |  |                      |                      |                      |  |
|  | W4                             | San Antonio                    | 1                              |           | W1 | Minnesota                  | 2                          |                            |  |  |                      |                      |                      |  |
|  | Western Conference             |                                |                                |           | W1 | Minnesota                  | 2                          |                            |  |  |                      |                      |                      |  |
|  |                                |                                | W3                             | Phoenix   | 0  |                            |                            |                            |  |  |                      |                      |                      |  |
|  | W2                             | Seattle                        | W3                             | Phoenix   | 0  | 1                          |                            |                            |  |  |                      |                      |                      |  |
|  | W2                             | Seattle                        |                                |           |    |                            |                            |                            |  |  |                      |                      |                      |  |
|  | W3                             | Phoenix                        | 2                              |           |    |                            |                            |                            |  |  |                      |                      |                      |  |

### WNBA-final
Atlanta Dream vs Minnesota Lynx
| Match   | Datum     | Hemmalag       | Bortalag       | Resultat | Rapport |
| ------- | --------- | -------------- | -------------- | -------- | ------- |
| Match 1 | 2 oktober | Atlanta Dream  | Minnesota Lynx | 74 - 88  | Match 1 |
| Match 2 | 5 oktober | Atlanta Dream  | Minnesota Lynx | 95 - 101 | Match 2 |
| Match 3 | 7 oktober | Minnesota Lynx | Atlanta Dream  | 73 - 67  | Match 3 |